# IC 4349
IC 4349 је спирална галаксија у сазвјежђу Волар која се налази на листи објеката дубоког неба у Индекс каталогу.
Деклинација објекта је + 25° 9' 7" а ректасцензија 13h 55m 46,2s. Привидна величина (магнитуда) објекта IC 4349 износи 14,5 а фотографска магнитуда 15,3. IC 4349 је још познат и под ознакама MCG 4-33-32, CGCG 132-51, PGC 49530.